# Xochihuixtla
Xochihuixtla är en ort i Mexiko.   Den ligger i kommunen Chichiquila och delstaten Puebla, i den sydöstra delen av landet, 210 km öster om huvudstaden Mexico City. Xochihuixtla ligger 2 369 meter över havet och antalet invånare är 223.
Terrängen runt Xochihuixtla är kuperad åt sydväst, men åt nordost är den bergig. Runt Xochihuixtla är det ganska glesbefolkat, med 36 invånare per kvadratkilometer. Närmaste större samhälle är Huatusco de Chicuellar, 18,4 km öster om Xochihuixtla. I omgivningarna runt Xochihuixtla växer huvudsakligen savannskog.